# Stænderrigsdagen
Stænderrigsdagen eller Rigets stænder (svensk: Riksens ständer fra svensk: Svea rikes ständer) blev fra begyndelsen af 1600-tallet det officielle navn på rigsdagen som institution i Sverige.
Den svenske stænderrigsdag var en rigsdag som blev til i 1400-tallet og eksisterede frem til repræsentationsreformen i 1866. Den var inddelt i fire stænder: adel, gejstlige, borgere og bønder. Disse mødtes og udtalte sig hver for sig, men blev holdt sammen af kongen. Deres fællesmøder, såkaldte rigsdage, varede i stænderrigsdagens første tid nogle få uger, og der kunne gå flere år mellem rigsdagene. Senere blev det besluttet at rigsdagene skulle afholdes hvert tredje år og vare længere. Under Frihedstiden (1720–1772) blev der afholdt væsentligt længere rigsdage.